# Propaganda nazi

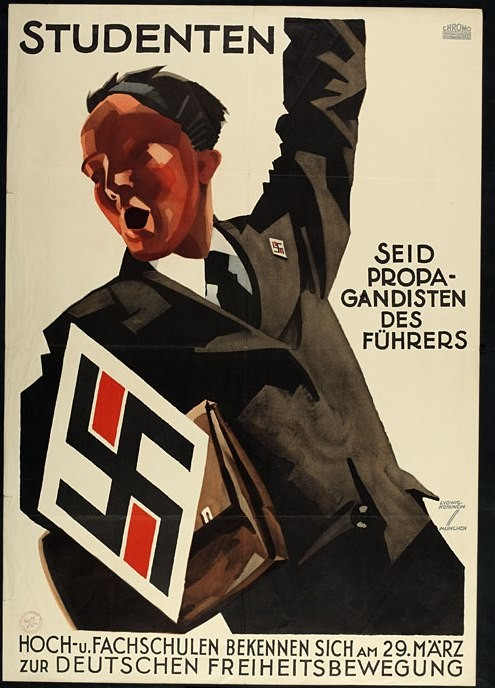
«Estudiantes, sean los propagandistas del Führer», litografía de Ludwig Hohlwein.

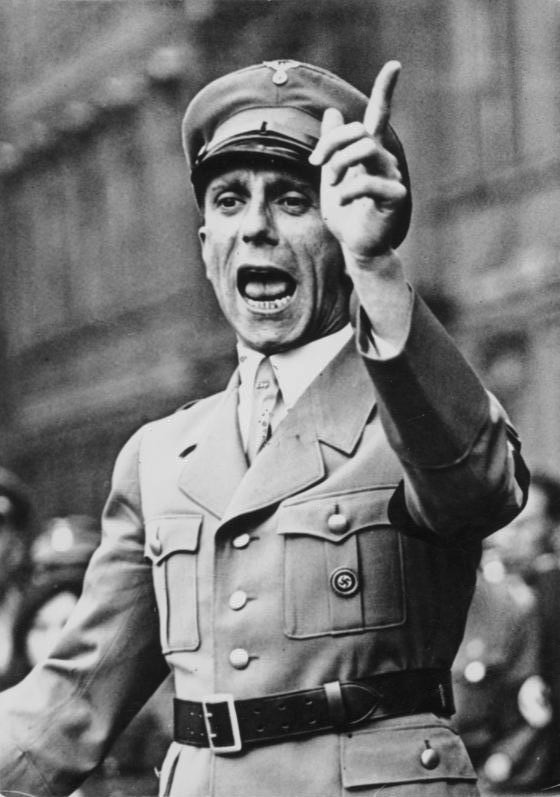
Joseph Goebbels, jefe del Ministerio del Reich para la Ilustración Pública y Propaganda.

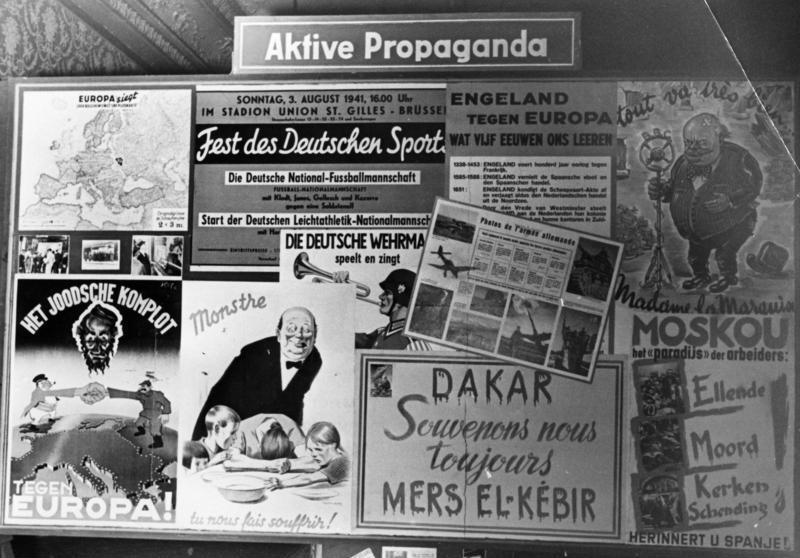
Pizarra en una exposición sobre la labor del departamento de propaganda de Bélgica en diciembre de 1941-enero 1942.

La propaganda nazi fue una herramienta crucial del Partido Nacionalsocialista Obrero Alemán para influir en la opinión pública alemana a través del empleo de la propaganda en los medios de comunicación. Fue empleada por dicho partido y posteriormente, tras el ascenso al poder de Adolf Hitler, por el gobierno de la Alemania nazi hasta el final de la Segunda Guerra Mundial. El cine, la televisión y la radio fueron utilizadas como herramienta propagandística por ambos bandos antes y durante el conflicto bélico. La propaganda nazi proporcionó un instrumento crucial para adquirir y mantener el poder, así como para la implementación de sus políticas, incluyendo la prosecución de la guerra total y el exterminio de millones de personas durante el Holocausto y durante la ocupación de la Unión Soviética.
En este sentido, se centró en declarar que los judíos eran la fuente de los problemas económicos de Alemania. Asimismo, presentaba temas más comunes entre los países en guerra: la inminente derrota de sus enemigos, la necesidad de seguridad, etc. Los noticieros cinematográficos también fueron usados para ganar el apoyo para la causa nazi. Leni Riefenstahl fue, probablemente, la propagandista más famosa: su película El triunfo de la voluntad es uno de los ejemplos más conocidos de propaganda en la historia del cine. Esta cinta no solo fue popular en el Tercer Reich, sino que ha seguido influyendo en películas, documentales y comerciales hasta el día de hoy.
Joseph Goebbels fue el ministro de Propaganda en la Alemania nazi y desempeñó un papel central en la creación de nuevo material antisemita y pronazi para el partido desde 1933 hasta 1945. Estuvo a cargo de una maquinaria de propaganda que alcanzó todos los niveles de la sociedad alemana gracias al énfasis que puso en la radio como medio de difusión de las ideas del partido. El uso generalizado de la propaganda por parte de los nazis es, en gran parte, responsable de que el término en sí haya adquirido sus connotaciones negativas actuales.

## Historia

### Antecedentes
En la década de 1920, los propagandistas nazis querían atraer apoyo para su maquinaria política y generar una nueva actitud en el pueblo alemán. Un argumento de peso fue una de las disposiciones del Tratado de Versalles, firmado en 1919, que requería que Alemania y sus aliados aceptasen toda la responsabilidad de haber causado la guerra y, bajo los términos de los artículos 231-248, que se desarmasen, realizasen importantes concesiones territoriales y pagasen indemnizaciones a los estados vencedores. Por ello, el tratado fue citado antes y durante la guerra como una "advertencia de lo que nuestros enemigos son capaces [de hacer]", una cita directa de un discurso de Joseph Goebbels en 1942. Algunos, incluyendo al político en ascenso Adolf Hitler, creían que el Tratado era demasiado duro. Hitler sostenía en Mi lucha que “en la opresión del tratado [de Versalles] y en el descaro de sus demandas, se encuentra la mayor arma de propaganda para el renacimiento de un espíritu nacional."

### Antes de la guerra (1919-1939)
Antes de la guerra, la estrategia de propaganda nazi enfatizaba varios temas. Sus metas eran crear enemigos externos (los países que supuestamente impusieron el Tratado de Versalles sobre Alemania) y enemigos internos (los judíos). Hitler y los propagandistas nazis se valieron del antisemitismo y del resentimiento por el Tratado, ya presentes en Alemania.
Los judíos fueron culpados por cosas tales como robar a los alemanes el producto de su arduo trabajo mientras ellos no hacían nada. Hitler culpó a los judíos por “dos grandes heridas sobre humanidad: la circuncisión del cuerpo y la conciencia del alma”. En toda Alemania se veían carteles, películas, historietas y folletos, en los cuales se atacaba a la comunidad judía, como en la película El judío eterno (una versión sobre la leyenda del judío errante).
A partir del año 1923, la revista de propaganda nazi Der Stürmer continuó la tradición del siglo XIX de caricaturas antisemitas. Estos dibujos combinaban motivos religiosos con otros pornográficos y racistas; además seguían e intensificaban la relación entre Judensau y los asesinatos rituales, "sanguijuelas" en su sentido figurado y el diablo, una relación establecida desde hacía siglos atrás por la Iglesia. Der Stürmer afirmaba que los judíos secuestraban niños cristianos antes de la Pascua porque “los judíos necesitaban sangre de un niño cristiano, quizá, para mezclarla con su Matzah”. Con esta tradición antisemita como fondo, se inventaron imágenes desfiguradas de los judíos que eran representados como personas con dientes torcidos, uñas de animales, con saliva cayendo de los labios y miradas codiciosas, que seducían y “envenenaban” a una multitud de chicas jóvenes rubias. Este tipo de imagen se refería a la Rassenschande (deshonra de la raza), y se empleó en este contexto la frase "chupar la raza aria". En una caricatura de la revista Der Stürmer de abril de 1934, apareció una imagen de la Judensau que simbolizaba el supuesto poder judío en los medios. En esta imagen, la puerca atravesada por una horquilla representa los Juden-Literatur-Verlage (editores de literatura judía), y debajo se titula: Wenn die Sau tot ist müssen auch die Ferkel verrecken. (Muerta la cerda, los lechones también estiran la pata.). Los "lechones" representados son entre otros: Albert Einstein, Magnus Hirschfeld, Alfred Kerr, Thomas Mann y Erich Maria Remarque.
Los alemanes en otros países como Checoslovaquia, Francia, Polonia, Unión Soviética  y los Países bálticos fueron otro blanco de la propaganda del partido nazi. Hitler afirmaba, en Mi lucha, que los alemanes sufrían dolor y miseria estando fuera de Alemania, y que soñaban con la patria común. A lo largo de Mi lucha, Hitler invoca a los alemanes en todo el mundo para que tuvieran como objetivo central la lucha por el poder político y la independencia.

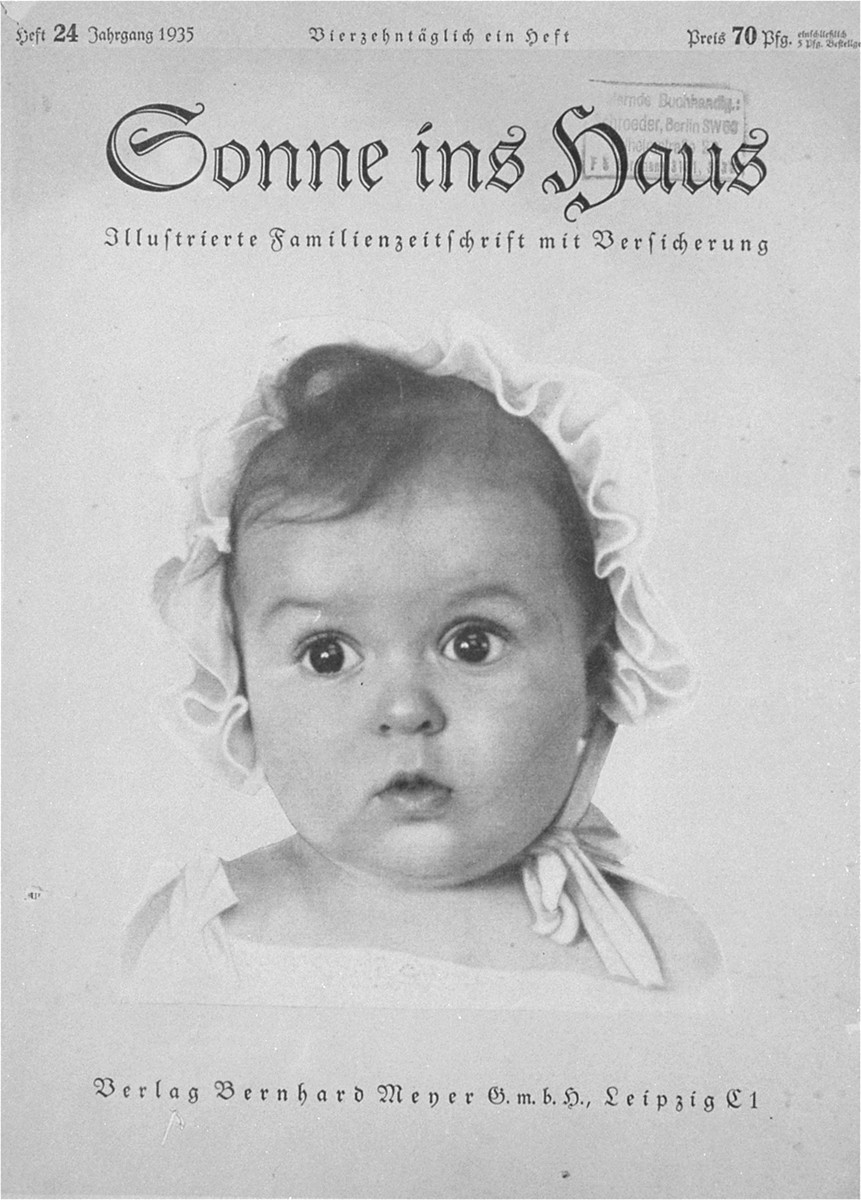
En 1935, Goebbels seleccionó a Hessy Levinsons Taft para representar al «bebé ario ideal». No obstante, el ministro de Propaganda no conocía la ascendencia judía de la bebe.

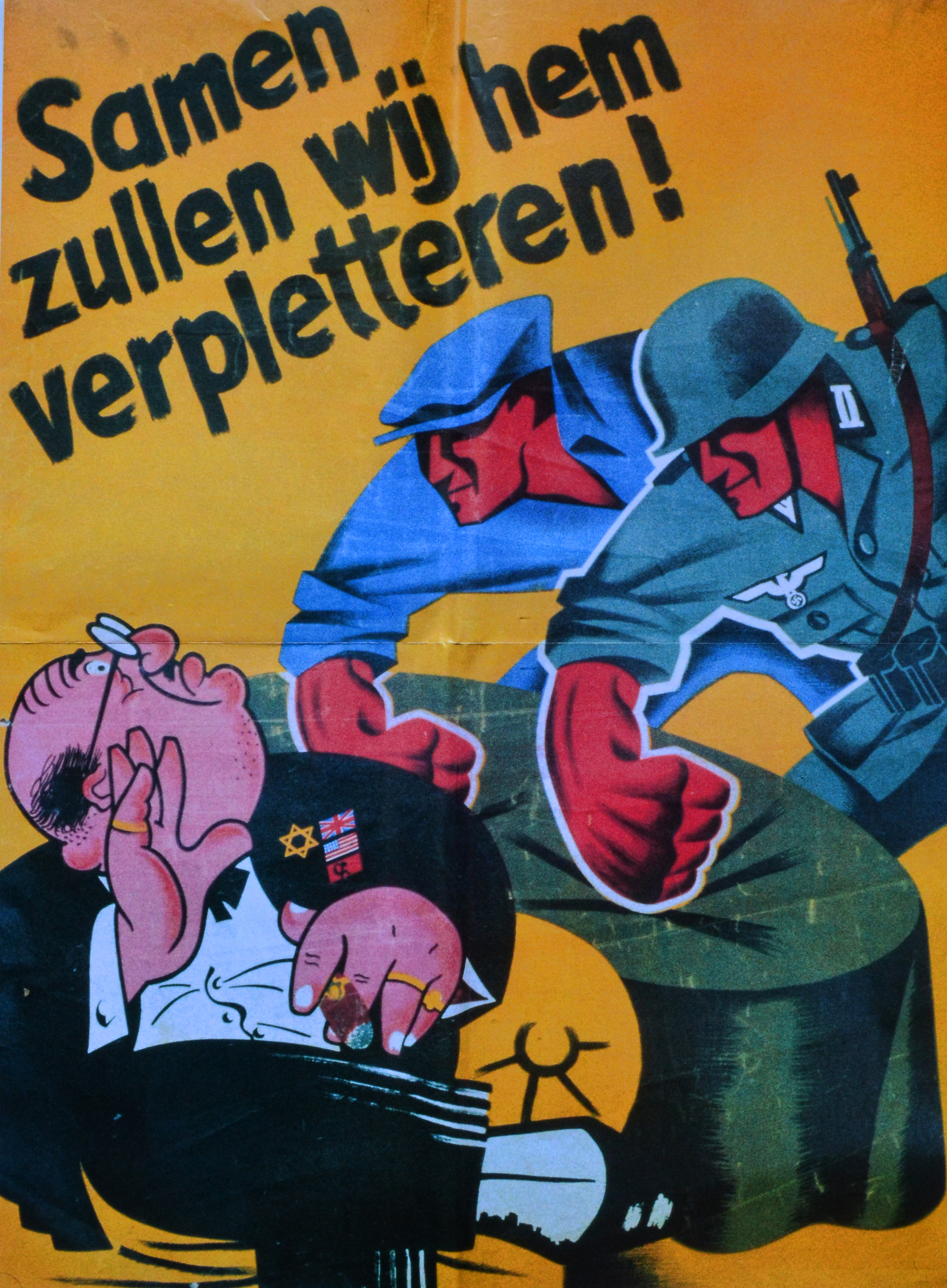
Propaganda antisemítica de las SS

Los esfuerzos de la propaganda nazi se enfocaron entonces en la creación de enemigos externos. Los propagandistas reforzaban la actitud negativa de Alemania hacia el Tratado de Versalles. Así, cuando el Tratado fue firmado en 1919, incluso los titulares de periódicos no propagandistas en toda Alemania hablaron que para los alemanes era "inaceptable. También en 1919, el Berliner Tageblatt predijo que "si aceptamos las condiciones, un furor militar por la venganza sonará en Alemania dentro de pocos años, un nacionalismo militante envolverá todo”.
Hitler, conociendo el disgusto de la nación con el Tratado, lo aprovechó para influenciar en su audiencia. Se referirá repetidamente a los términos del Tratado como un ataque directo contra Alemania y su pueblo. En un discurso pronunciado el 30 de enero de 1937, afirmó directamente que retiraba la firma alemana del documento en protesta por las proporciones desmedidas de las condiciones. Sostuvo que el Tratado hacía que Alemania pareciera inferior y "menos" que otros países solo porque la culpa de la guerra había recaído sobre ellos. El éxito de los propagandistas nazis se pudo comprobar cuando Hitler ganó el control del partido nazi y, finalmente, condujo al país a la Segunda Guerra Mundial.
Durante los meses anteriores a la invasión de 1939, los periódicos y políticos alemanes como Adolfo Hitler llevaron a cabo una campaña propagandística a nivel nacional e internacional, por la cual acusaban a las autoridades polacas de organizar o tolerar la limpieza étnica de los alemanes étnicos que vivían en Polonia y que constituían una minoría étnica. El 22 de agosto Adolfo Hitler dijo a sus generales:

"Proporcionaré un casus belli propagandístico. Su credibilidad no importa. El vencedor no será cuestionado por si dijo la verdad."

La parte principal de esta campaña de propaganda era el proyecto de bandera falsa Operación Himmler, diseñada para crear la apariencia de agresiones polacas contra Alemania, lo cual fue subsecuentemente usado para justificar la invasión a Polonia.

### Durante la Segunda Guerra Mundial
Hasta la conclusión de la batalla de Stalingrado, el 2 de febrero de 1943, la propaganda alemana enfatizaba la capacidad de las armas alemanas y la humanidad que los soldados alemanes habían mostrado para con la población de los territorios ocupados. Los pilotos de las flotas de bombardeo aliadas fueron representados como asesinos cobardes y, en particular, los norteamericanos como gánsteres al estilo de Al Capone. Al mismo tiempo, la propaganda alemana procuró distanciar a norteamericanos y británicos el uno del otro, y a ambas naciones de los soviéticos.
Sin embargo, tras la catástrofe militar de Stalingrado, el tema principal cambió y se centró en hacer de Alemania el único defensor de lo que denominaban “la cultura europea occidental” contra las “hordas bolcheviques”. La presentación de las "armas de venganza" V-1 y V-2  fue enfatizada para convencer a los británicos de la imposibilidad de derrotar a Alemania.
El 23 de junio de 1944 los nazis permitieron a la Cruz Roja Internacional visitar el campo de concentración de Theresienstadt para disipar rumores acerca de la Solución final, que tenía como propósito matar a todos los judíos. En realidad, Theresienstadt era un campo de tránsito para los judíos en la ruta a los campos de exterminio; pero, en un sofisticado esfuerzo de propaganda, se levantaron falsas tiendas y cafés para dar a entender que los judíos vivían en relativa comodidad. Los invitados disfrutaron la actuación de una ópera de niños, Brundibár, escrita por uno de los presos, Hans Krása. El bulo fue tan exitoso para los nazis que decidieron hacer una película de propaganda en el mismo campo de concentración. El rodaje de la película comenzó el 26 de febrero de 1944. Dirigida por Kurt Gerron, quien había sido persuadido u obligado por los nazis para hacerlo, la película se propuso mostrar cuán bien vivían los judíos bajo la protección "benévola" del Tercer Reich. La mayor parte del reparto e incluso el mismo cineasta fueron deportados al campo de concentración de Auschwitz, donde murieron. Titulada como Theresienstadt Ein Dokumentarfilm aus dem jüdischen Siedlungsgebiet ("Theresienstadt. Una película documental sobre el reasentamiento judío") o Der Führer schenkt den Juden eine Stadt ("El Führer regala a los judíos una ciudad"), supuestamente no fue nunca completa y existe actualmente solo en forma fragmentaria.
Los espacios culturales, como los museos, fueron controladas por la Cámara de cultura del Reich, la cual tuvo la oportunidad de difundir ideas antisemitas por medio de exposiciones, como lo fue Der Ewige Jude (El Judío Eterno), con sede en el museo Deutches de Múnich. Poco tiempo después se produjo un filme con el mismo nombre.
Cuando la derrota alemana era inminente, Goebbels se suicidó el 1 de mayo de 1945, poco después de que Hitler hubiera hecho lo mismo. Hans Fritzsche, quien había sido el jefe de la Cámara de Radio, fue procesado y absuelto por el tribunal de crímenes de guerra de Núremberg.

### Organizaciones juveniles y educación
La importancia de la propaganda nazi reside en además de su eficiencia, en el enfoque que el partido puso sobre la juventud alemana, pues gracias al manejo de las organizaciones juveniles se pudo formar la identidad, acciones, pensamiento y creencias de los integrantes de dichos grupos.
A partir de 1920, el Partido Nazi convirtió a multitud de jóvenes que por medio de actividades extracurriculares y el control de la educación pública fomentó la ideología nazista. El papel que tuvo el sistema educativo en la difusión de las ideas nazis fue primordial, pues se cambiaron libros de texto para que se educara según la identidad de la raza aria, el nacionalismo, obediencia al estado, la admiración a Hitler, racismo y militarismo.
Grupos juveniles como La Juventudes Hitlerianas y la Liga de Jóvenes Alemanas estaban orientadas a las actividades al aire libre, deportes y gimnasia respectivamente con índole ideológico propio del partido, alentando a sus participantes a estar a favor de la colectividad aria sacrificando su individualidad. Desde 1936 se dio por obligatorio ser parte de alguna organización juvenil para cualquier menor de entre 10 a 17 años de edad, provocando un aumento en dichas poblaciones de originalmente 50,000 miembros a inicios de 1937 para convertirse en 5.4 millones de integrantes en 1939.

## Medios propagandísticos

### Carteles

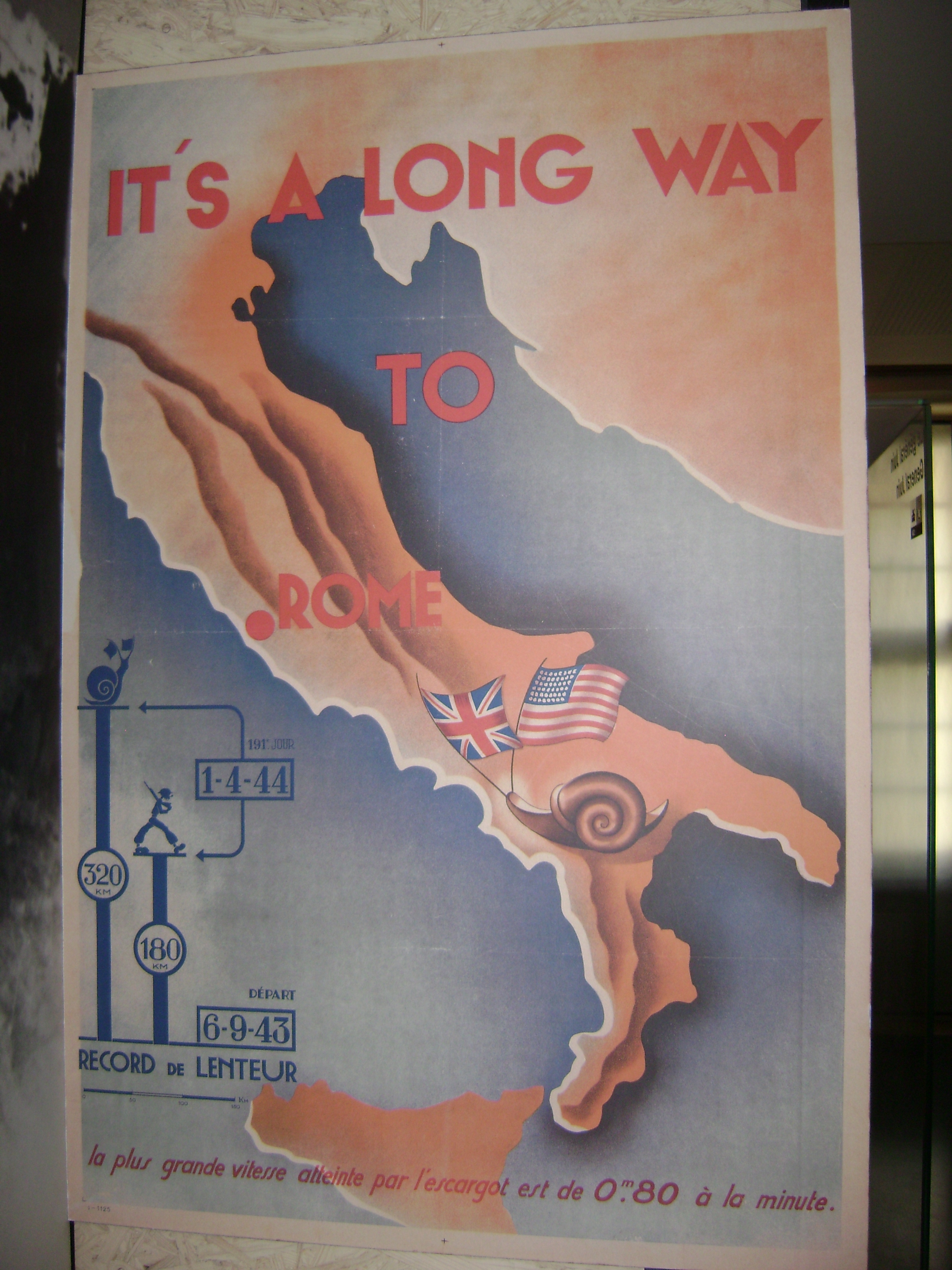
Propaganda nazi en Francia

El arte de cartel fue un pilar del esfuerzo de propaganda nazi, dirigido tanto hacia Alemania misma como a los territorios ocupados. Los temas usados reflejan mucha investigación en el poder de las imágenes y de las ideas para motivar a la gente.

### Películas
Los nazis produjeron varias películas para promover su visión. Los temas incluyeron las virtudes del tipo nórdico o ario, la fuerza militar e industrial alemana, y la maldad de los enemigos de los nazis. El 11 de marzo de 1933 se estableció un Ministerio de Propaganda (oficialmente, Reichsministerium für Volksaufklärung und Propaganda) y se nombró a Joseph Goebbels como Ministro. El 22 de septiembre se incorporó un Departamento de Cine a la Cámara de la Cultura, departamento que luego sería separado y expandido (Reichsfilmkammer). Si bien la Oficina central de propaganda del partido estaba separada del Ministerio de Ilustración Pública y Propaganda gubernamental, ambas instituciones eran dirigidas por Goebbels, quien fue nombrado  Reichspropagandaleiter y se le concedió el control total de la prensa y el cine en Alemania "para difundir la cosmovisión nacionalsocialista a todo el pueblo alemán". La principal tarea del Departamento era organizar presentaciones de películas "apropiadas para la ilustración y educación públicas". El director del Departamento de Cine (denominado Reichsamtsleiter) era Karl Neumann. El departamento otorgaba el permiso de cada película antes de su producción. Algunas veces, el gobierno seleccionaba a los actores para una película, financiaba la producción parcial o totalmente, y podía conceder estímulos fiscales a los productores.

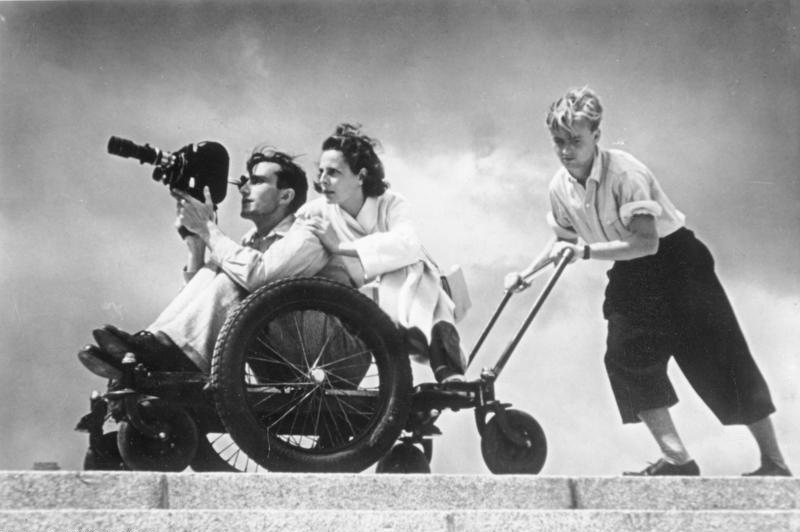
Leni Riefenstahl en 1936

Bajo Goebbels y Hitler, la industria cinematográfica alemana se nacionalizó completamente. Hacia 1936, la Dirección de Propaganda Nacionalsocialista que controlaba Goebbels tenía a su disposición casi todas las agencias de cine de Alemania. Ocasionalmente, ciertos directores, como Wolfgang Liebeneiner, podían "obviar" a Goebbels, proporcionándole una versión diferente de la película que sería realmente filmada. Tales películas incluyen aquellas dirigidas por Helmut Käutner: Romanze in Moll ("Romance en clave menor", 1943), Große Freiheit Nr. 7 ("Gran Libertad, No. 7", 1944), y Unter den Brücken ("Bajo los Puentes", 1945).
El triunfo de la voluntad, por la cineasta Leni Riefenstahl, hace la crónica del Congreso del Partido Nazi en 1934 en Núremberg. Muestra miembros de partido uniformados (aunque relativamente pocos soldados alemanes) marchando y entonando melodías clásicas. La película contiene extractos de discursos dados por varios líderes nazis en el Congreso, incluyendo partes de discursos por Adolf Hitler.
El judío eterno (o El judío errante) fue dirigida por Fritz Hippler, por insistencia de ministro de Propaganda, Joseph Goebbels, aunque se acredita el libreto a Eberhard Taubert. La película está hecha en el estilo de un documental, siendo la tesis central el rasgo de personalidad racial inmutable que caracteriza a los judíos como un parásito cultural errante. A través de la película, este rasgo es contrastado con el ideal del Estado nazi: mientras los arios encuentran satisfacción en el trabajo físico y la creación de valores, los judíos solo encuentra placer en el dinero y en una forma de vida hedonista.

### Libros
Los nazis y sus simpatizantes publicaron gran número de libros. Muchas ideas que se asocian con los nazis, como el nacionalismo alemán, la eugenesia y el antisemitismo habían aparecido desde el siglo XIX o antes, pero fueron los nazis quienes las aprovecharon, incluyéndolas en sus propias publicaciones.
El libro de propaganda más notable es Mein Kampf ('Mi lucha'), de Adolf Hitler, que detalla sus creencias. El libro perfila las ideas principales que más tarde culminarían en la Segunda Guerra Mundial. Está fuertemente influenciado por el libro de Gustave Le Bon La muchedumbre: un estudio de la mente popular (1895), que teorizó la propaganda como una técnica racional adecuada para controlar el comportamiento aparentemente irracional de las muchedumbres. Particularmente central es el antisemitismo violento de Hitler y sus socios, descrito, entre otras fuentes, en el fabricado Los protocolos de los sabios de Sion. Por ejemplo, Hitler afirmaba que la lengua internacional esperanto era parte de una conspiración judía y argumentaba respecto de las viejas ideas alemanas nacionalistas de Drang nach Osten y la necesidad de ganar Lebensraum (espacio vital) hacia el este, especialmente en Rusia.
Otros libros tales como Rassenkunde des deutschen Volkes ('Etnología del pueblo alemán'), por Hans F. K. Günther, y Rasse und Seele ('Raza y alma'), por Ludwig Ferdinand, intentaron identificar y clasificar las diferencias ente el tipo alemán, nórdico o ario y otros pueblos supuestamente inferiores. Estos libros fueron usados como textos en las escuelas alemanas durante la época nazi. En el marco de la nueva organización de la prensa y de la propaganda, el ente de las revistas —así como el resto de la prensa— pasó a ser controlado por el estado o por el partido nazi.
El control al interior del partido, del estado y de las organizaciones gremiales recayó en un reducido número de jerarcas nacionalsocialistas ya que ellos representaban al mismo tiempo a las máximas autoridades en el sector y en sus respectivos campos de actividades en el Estado y en las corporaciones profesionales.
Al nivel del NSDAP, la responsabilidad directa del ente de la prensa escrita la tenían Max Amann, R. Rienhardt y Otto Dietrich, personas que a su vez detentaban los máximos cargos en la Reichskulturkammer, en la Asociación de Editores de Periódicos y Revistas Alemanas y en el Ministerio de Propaganda. Es decir, ellos estaban investidos, paralelamente, con las funciones de editores, productores y controladores de los medios impresos.
Por ejemplo, la casa central editorial del Partido Nazi, la Franz-Eher-Verlag, dirigida personalmente por M. Amann, no sólo fue la "cuna" oficial del órgano del NSDAP "Völkischer Beobachter" sino que al mismo tiempo, la casa editorial de revistas y semanarios más grande en la era de la Alemania-NS. Ya en 1937 M. Amann "adquirió" - después de su confiscación - la editorial Ullstein-Verlag (Ullstein era un editor de ascendencia judía), a partir de ese momento la editorial pasó a llamarse "Deutscher Verlag".
Hasta 1937 "Ullstein-Verlag" era la casa editorial que publicaba las revistas de contenidos generales de mayor tirada en Alemania, bajo ellas, la Berliner Illustrirte Zeitung, una de las publicaciones semanales más vendidas en Alemania. La "compra" del "Ullstein-Verlag" y su incorporación a la "Franz Eher-Nachfolger GmbH" permitió a M. Amann controlar - como empresario y editor - a una editorial que publicaba revistas de tirada masiva, determinar sus contenidos, sus diseños y decidir la tirada de las revistas del Ullstein-Verlag (y de la editorial central del NSDAP), pero al mismo tiempo, a través de su cargo como presidente de la Cámara de la Prensa y - a través de R. Rienhardt como presidente de la Asociación de Periódicos y Revistas Alemanes - dominar el ente de los medios impresos, que ya, de por sí, pertenecía en un 82 % al partido nazi.
Dietrich ejerció mayor influencia en los contenidos de las revista, en la medida que en él - como Vocero del Gobierno - recaía la responsabilidad de los despachos informativos, entre otros, de la Nationalsozialistische Korrespondenz (NSK), "agencia de noticias" a la cual todos los medios impresos estaban obligados de subscribir. Como subsecretario del Ministerio de Propaganda, él tuvo la responsabilidad directa sobre las tres secciones que coordinaban y regulaban el quehacer de la prensa escrita (Prensa para el Interior de Alemania, Prensa para el Exterior y Prensa para Revistas). Max Stampe, Director del Departamento de Prensa para Revistas en el Ministerio de Propaganda, debía coordinar sus labores con O. Dietrich, su jefe directo.
La fusión de actividades partidarias, estatales y gremiales en una sólo persona así como la construcción del poder en forma piramidal permitió a NSDAP un control directo y absoluto sobre los medios impresos.

## Temática
El tópico principal de la propaganda era el propagar la ideología supremacista por medio de demonizar a los enemigos del partido nazi; en particular, los judíos y comunistas, pero también, los capitalistas e intelectuales. Para ello, se ensalzaron los valores afirmados por los nazis, incluyendo la muerte heroica, el Führerprinzip (principio del líder), Volksgemeinschaft (la comunidad popular), Blut und Boden (sangre y suelo) y el orgullo en la raza aria.
También se empleó la propaganda para mantener el culto a la personalidad en torno a Adolf Hitler y su exaltación. Asimismo, se buscaba promocionar campañas para la eugenesia y la anexión de las áreas germano-hablantes (idea que surge desde finales del Viejo Sacro Imperio Germánico con el nombre de Pangermanismo). Tras el estallido de la Segunda Guerra Mundial, la propaganda nazi vilipendió a los enemigos de Alemania, en especial, el Reino Unido, la Unión Soviética y los Estados Unidos, y exhortó a la población a participar en la guerra total.
Además de dichos temas, la propaganda nazi trataba de esparcir la idea acerca de la identidad de la raza aria y definía qué grupos eran sus enemigos. En este rubro se encontraban no solo la población judía, sino también gente romaní (gitana), testigos de Jehová, homosexuales e incluso alemanes que no fueran beneficiosos para la llamada salud nacional, entre los que se encontraban personas con cualquier tipo de  discapacidad o enfermedades mentales, alcohólicos crónicos, drogadictos, etc. Los anteriores grupos mencionados también eran considerados marginados sociales que no debían encontrarse en Alemania y mucho menos ser reconocidos como individuos.
Estas campañas propagandísticas fomentaron la indiferencia y tolerancia hacia la violencia contra los grupos marginados y el antisemitismo, pues aunque la mayoría de la población alemana no estaba a favor de las agresiones dirigidas a los judíos, fue fácil la normalización de la discriminación.
La misma propaganda que fue usada para satanizar a los judíos preparó a la población alemana para el momento en que por causas de fuerza mayor, como alguna emergencia  nacional, el Estado tomara medidas drásticas tales como las deportaciones masivas y, finalmente, el genocidio.

## Historiografía
La propaganda nazi es un tema de estudio relativamente reciente. Historiadores de todas las tendencias, incluidos aquellos del Bloque oriental, coinciden en su notable eficacia. No obstante, la evaluación de su importancia (ya sea si formó o simplemente dirigió y explotó la opinión pública) está influenciada por el enfoque de cuestiones más amplias originadas por el estudio de la Alemania nazi; por ejemplo, si el Estado nazi fue una dictadura totalmente totalitaria, como sostiene Hannah Arendt, o si dependió de cierto consenso social.
Además de los archivos mediáticos, una fuente primaria importante para el estudio del esfuerzo propagandístico nazi está compuesta por los informes sobre la moral cívica y la opinión pública que compilaron desde 1939 el Sicherheitsdienst y luego el RMVP. Otra fuente son los Deutschland-Berichte, informes reunidos por agentes encubiertos que trataban, en particular, sobre la opinión popular alemana.